# Mesolia
Mesolia is een geslacht van vlinders van de familie grasmotten (Crambidae), uit de onderfamilie Crambinae.

## Soorten
- M. albimaculalis Hampson, 1919
- M. baboquivariella Kearfott, 1907
- M. bipunctella Wileman & South, 1918
- M. diaperatalis Hampson, 1919
- M. elongata Zeller, 1877
- M. huachucaella Kearfott, 1908
- M. incertella Zincken, 1821
- M. jamaicensis Hampson, 1919
- M. margistrigella Hampson, 1899
- M. microdontalis (Hampson, 1919)
- M. monodella Marion, 1957
- M. nipis Dyar, 1914
- M. oraculella Kearfott, 1908
- M. pandavella Ragonot, 1889
- M. pelopa (Turner, 1947)
- M. plurimella Walker, 1863
- M. rectilineella Hampson, 1899
- M. scythrastis Turner, 1904
- M. uniformella Janse, 1922